# Johann Adam Philipp Hepp
Johann Adam Philipp Hepp (ur. 26 października 1797 w Kaiserslautern, zm. 5 lutego 1867 we Frankfurcie nad Menem) – niemiecki lekarz i lichenolog.

## Życiorys i praca naukowa
Studiował medycynę na Uniwersytecie w Würzburgu. Od 1826 r. pracował jako lekarz w Neustadt an der Haardt. Z powodu swojej działalności podczas niemieckiego okresu rewolucyjnego 1848–1849 został zmuszony do przeprowadzki do Szwajcarii, gdzie przez resztę życia mieszkał na emigracji. W Szwajcarii poświęcił swój czas na badania porostów. W 1857 r. opublikował pracę o porostach europejskich pod tytułem Die Flechten Europas in getrockneten mikroskopisch untersuchten Exemplaren mit Beschreibung und Abbildung ihrer Sporen. Zmarł 5 lutego 1867 r. we Frankfurcie nad Menem, gdzie wrócił odwiedzić swoją córkę.
Opisał nowe gatunki porostów. W nazwach naukowych utworzonych przez niego taksonów dodawane jest jego nazwisko Hepp. Upamiętniono go nazywając jego nazwiskiem rodzinę Heppiaceae Nägeli ex A.Massal, rodzaje Heppiella Regel i Neoheppia Zahlbr.